# Global Offshore Wind Alliance

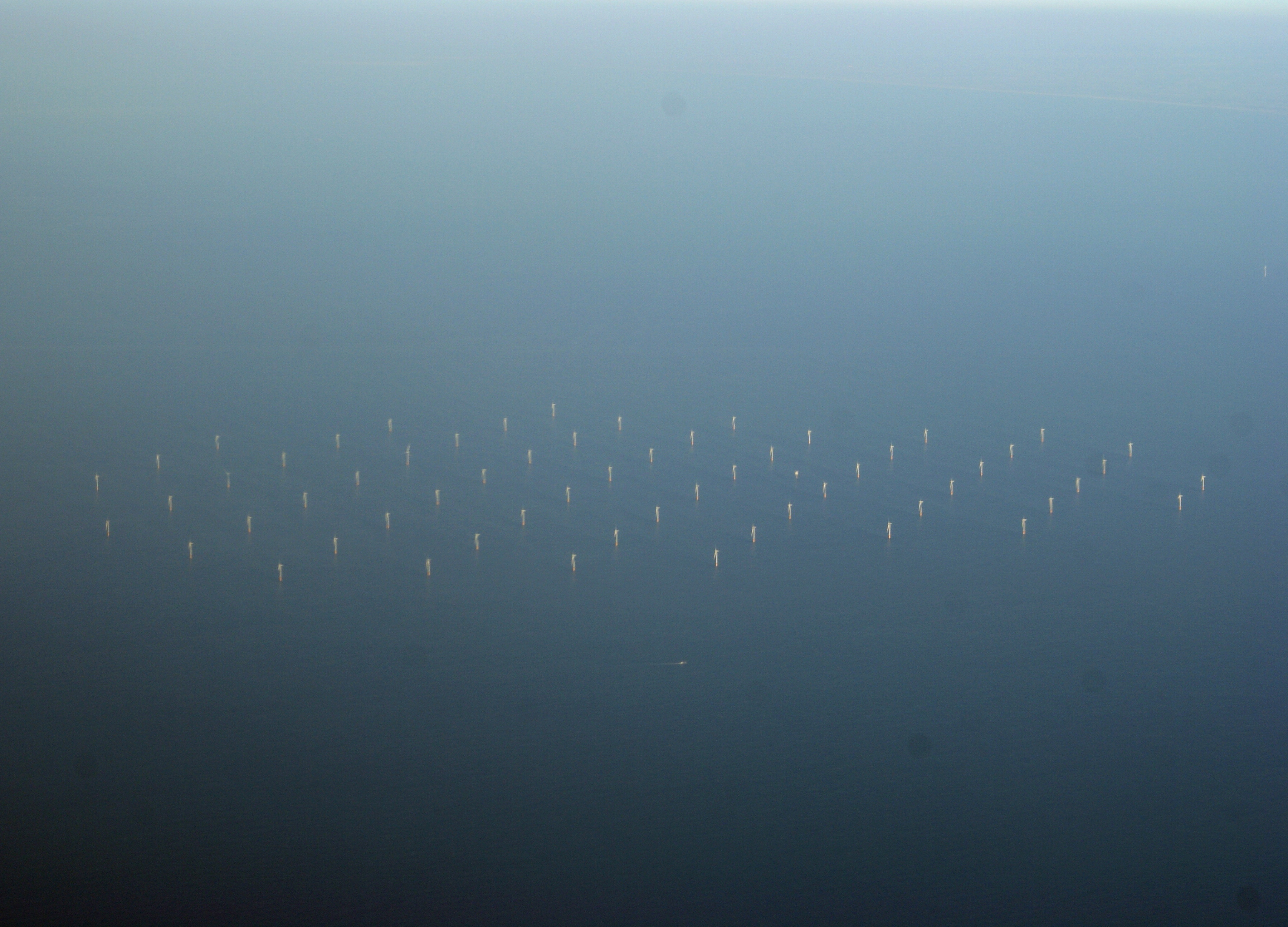
Prinses Amaliawindpark

Global Offshore Wind Alliance is een internationale organisatie van landen die zich verenigen rond windmolens in de zee met als doel uitwisselen van informatie, samenwerking en stimuleren van zeeparken voor windmolens.

## Geschiedenis
De alliantie werd opgericht door Denemarken, het International Renewable Energy Agency (IRENA) en de Global Wind Energy Council.

### Leden
De alliantie koepelt, anno 2022, meerdere organisaties met elkaar, zijnde Asia Wind Energy Association, Business Network for Offshore Wind, Energy Industries Council, Pacific Ocean Energy Trust en World Forum for Offshore Wind.
Daarnaast zijn er ook landen die lid zijn. België trad toe tot de organisatie in 2022 tijdens de COP27 in Sharm-el-Sheikh samen met Colombia, Duitsland, Ierland, Japan, Nederland, Noorwegen, Verenigd Koninkrijk en de Verenigde Staten.